# Lamouilly
Lamouilly település Franciaországban, Meuse megyében. Lakosainak száma 84 fő (2022. január 1.). Lamouilly Bièvres, La Ferté-sur-Chiers, Brouennes, Nepvant és Olizy-sur-Chiers községekkel határos.

## Népesség
A település népességének változása:
| Lakosok száma | 175  | 119  | 109  | 82   | 104  | 94   | 91   | 87   | 85   | 84   |
|               | 1968 | 1982 | 1990 | 2006 | 2013 | 2015 | 2017 | 2019 | 2020 | 2022 |